# ۴۴۸۲۱ آمادورا
سیارک ۴۴۸۲۱ (به انگلیسی: 44821 Amadora، نامگذاری:1999TZ236) چهل و چهار هزار و هشتصد و بیست و یکمین سیارک کشف شده‌است که در ۳ اکتبر ۱۹۹۹ کشف شد.